# أبو الأنوار (موريتانيا)
أبو الأنوار بلدة موريتانية وإحدى بلديات ولاية داخلة نواذيبو.